# Résolution 258 du Conseil de sécurité des Nations unies
Membres permanents
- Chine (Taïwan)
- États-Unis
- France
- Royaume-Uni
- URSS

Membres non permanents
- Algérie
- Brésil
- Canada
- Danemark
- Éthiopie
- Hongrie
- Inde
- Pakistan
- Paraguay
- Sénégal

Résolution no 257 Résolution no 259
La résolution 258 du Conseil de sécurité des Nations unies est adoptée à 14 voies contre 0 lors de la 1 452e séance du Conseil de sécurité des Nations unies le 18 septembre 1968, préoccupé par l'instabilité croissante au Moyen-Orient entre Israël et les pays arabes du Moyen-Orient, le Conseil a exigé que le cessez-le-feu qu'il a ordonné soit rigoureusement respecté, a réaffirmé la résolution 242 et a invité toutes les parties à coopérer pleinement avec le représentant spécial du Secrétaire général.
La résolution a été adoptée par 14 voix contre zéro; l'Algérie s'est abstenue.

### Sources
- (en) Cet article est partiellement ou en totalité issu de l’article de Wikipédia en anglais intitulé « United Nations Security Council Resolution 258 » (voir la liste des auteurs).

### Texte
- Résolution 258 Sur fr.wikisource.org
- Résolution 258 Sur en.wikisource.org